# Zbigniew Podgórzec
Zbigniew Podgórzec (ur. 1935, zm. 2002) – dziennikarz i tłumacz, znawca kultury rosyjskiej i prawosławia. Przełożył na język polski m.in. utwory Fiodora Dostojewskiego, Nikołaja Gogola, Warłama Szałamowa, Lwa Tołstoja, Siergieja Bułgakowa, Michaiła Zoszczenki, a także Wspomnienia Anny Dostojewskiej i wykład zasad prawosławia Sakrament, słowo, obrzęd: prawosławna Służba Boża ks. Aleksandra Mienia. Autor książki o dramatycznej historii teatru rosyjskiego w XX wieku Życie teatralne Moskwy i monografii Włodzimierza Wysockiego Wysocki - życie i twórczość). Opracował edycję dzieł Dostojewskiego dla Wydawnictwa "Puls" poprawiając teksty i opracowując komentarze. Jest również autorem dwóch książek-rozmów z Jerzym Nowosielskim Wokół ikony oraz Mój Chrystus.